# Castor fiber pohlei
Sous-espèce
Statut de conservation UICN

 VU d1 : Vulnérable
Castor fiber pohlei  est une sous-espèce du castor européen cantonnée à la Russie, où on estime leur nombre à environ 400. 